# Schuachewi
Schuachewi (georgisch შუახევი) ist eine Minderstadt in der Autonomen Republik Adscharien von Georgien. 

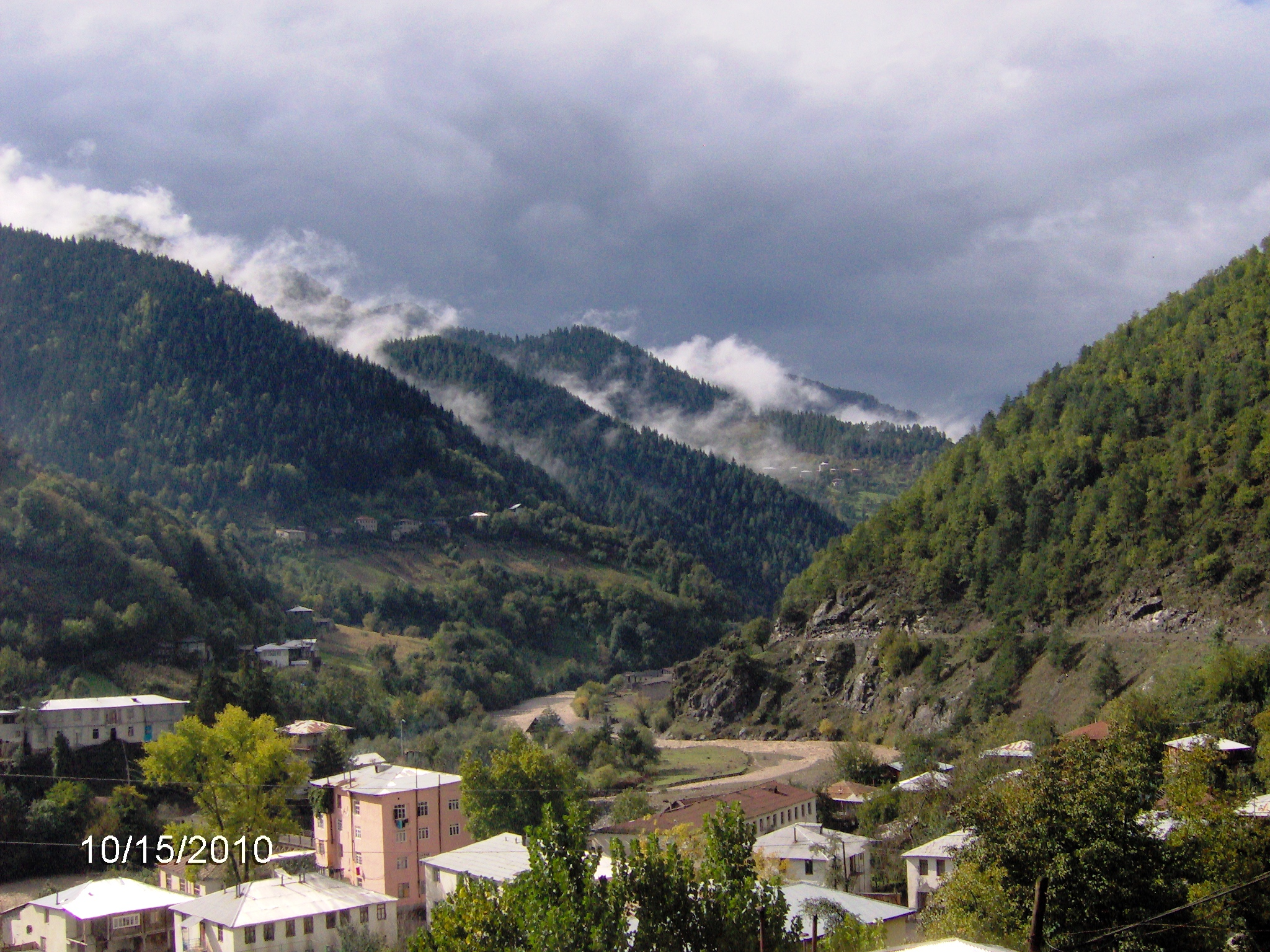
Schuachewi mit dem Fluss Adschariszqali

Sie ist das Verwaltungszentrum der gleichnamigen Munizipalität. Schuachewi liegt 67 Kilometer östlich von Batumi bei der Mündung des Flusses Tschiruchiszqali in den Adschariszqali. 2014 hatte Schuachewi 797 Einwohner.
Nachdem der Ort bereits seit den 1950er-Jahren als Dorf Sitz eines Rajons war, aus dem die spätere Munizipalität hervorging, wurde ihm 1974 der Status einer Siedlung städtischen Typs verliehen, entsprechend einer heutigen Minder- oder Kleinstadt (georgisch daba, დაბა).
In der Stadt sind die Ruinen einer mittelalterlichen Festung erhalten.

## Persönlichkeiten
- Msia Amaghlobeli (* 1975), Journalistin und Medienunternehmerin